# British Electric Foundation
I B.E.F., acronimo di British Electric Foundation, sono un collettivo di produttori new wave e synthpop britannico nato nel 1980 da una scissione interna a The Human League. Ian Craig Marsh e Martyn Ware, fuoriusciti dalla band, oltre alla B.E.F. diedero vita al gruppo musicale Heaven 17 col cantante Glenn Gregory.

## Storia del gruppo
I primi lavori dei B.E.F. sono la cassetta “Music For Stowaways” e il vinile 33 giri “Music For Listening To”, entrambi pubblicati nel 1981. I brani sono tutti strumentali e la musica risente delle influenze del kraut rock tedesco dei Kraftwerk e della precedente esperienza negli The Human League, quelli più ruvidi e sperimentali di “The Dignity Of Labour”. Entrambi i lavori saranno ripubblicati su un unico cd negli anni '90 con il titolo di “Music For Listening To”.
Nel 1982, con gli Heaven 17 già ben avviati in classifica con lavori che guardano al funk elettronico e all'easy listening, i B.E.F. stupiscono con un disco di rara qualità e bellezza: “Music of Quality and Distinction Volume One” che contiene cover degli anni '60 riarrangiate con le moderne strumentazioni tecnologiche e caratterizzate da un raffinato lavoro di produzione. Collaborano al disco personaggi importanti tra cui Tina Turner, Tom Jones, Paula Yates, Billy Mackenzie, John Foxx e Gary Glitter. La versione cantata da Tina Turner di "Ball of Confusion", pubblicata su 7”, raggiungerà la posizione numero sei nella classifica britannica.
Marsh e Ware tornano a lavorare assiduamente con gli Heaven 17 e riesumano il nome B.E.F. solo nel 1991 per un altro disco di cover, intitolato “Music of Quality and Distinction Volume Two”, che, sulla falsariga del precedente LP, ospita personaggi illustri quali Terence Trent D'Arby,  Billy Mackenzie,  Lalah Hathaway e il fedele Glenn Gregory.
Nel marzo del 2007 i B.E.F., che non si erano mai esibiti dal vivo, esordiscono sul palco in occasione del tributo allo scomparso amico e vocalist Billy MacKenzie, concerto tenuto allo Shepherds Bush Empire di Londra. Ian Craig Marsh ha lasciato il gruppo e la line-up è composta da Martyn Ware alle tastiere e programmazioni elettroniche, con un chitarrista/tastierista e un bassista ad accompagnarlo e con Glenn Gregory e Billie Godfrey alla voce. Dopo altre sporadiche apparizioni live, decidono di pubblicare un nuovo album, che porterà il nome, quasi scontato, di “Music of Quality and Distinction Volume Three” (2013).

## Discografia

### Album studio
- 1981 - Music For Listening To
- 1981 - Music For Stowaways
- 1982 - Music of Quality and Distinction Volume One
- 1991 - Music of Quality and Distinction Volume Two
- 2013 - Music of Quality and Distinction Volume Three

### 7”
- 1982 - Anyone Who Had A Heart
- 1982 - Ball Of Confusion